# Strobilanthes poilanei
Strobilanthes poilanei är en akantusväxtart som beskrevs av Raymond Benoist. Strobilanthes poilanei ingår i släktet Strobilanthes och familjen akantusväxter. Inga underarter finns listade i Catalogue of Life.